# Utahraptor
 Utahraptor  ist eine Gattung fleischfressender Dinosaurier aus der Gruppe der Dromaeosauridae. Utahraptor ist lediglich durch sehr fragmentarische Überreste bekannt, die im östlichen Utah (USA) entdeckt wurden und in die Unterkreide (Barremium) datiert werden.
Mit einer Länge von schätzungsweise 7 Metern ist  Utahraptor der größte bekannte Dromaeosauride. Diese Gattung wurde 1993 von James Ian Kirkland, Robert Gaston und Donald Burge wissenschaftlich beschrieben, die einzige Art ist Utahraptor ostrommaysorum. Wegen seiner Größe gehört Utahraptor zu den in populären Darstellungen am häufigsten rezipierten Dromaeosauriden.

## Merkmale
Utahraptor wird von Kirkland und Kollegen auf eine Länge von etwa 7 Metern und ein Gewicht von 500 kg geschätzt. Eine ähnliche Größe erreichte unter den Dromaeosauriden lediglich Achillobator aus der Oberkreide der Mongolei, der auf eine Länge von knapp 5 Metern geschätzt wird. Am häufigsten sind Krallen fossil überliefert. Wie andere Dromaeosauriden zeigte Utahraptor eine vergrößerte Sichelkralle an der inneren Zehe. Diese ist durch ein 22 cm langes Fossil überliefert; rekonstruiert war sie wohl 24 cm lang. Kirkland und Kollegen beschrieben vermeintliche Handkrallen, die groß und deutlich dünner seien als bei allen anderen Dromaeosauriden, weshalb sie als Waffen zum Schneiden besser geeignet gewesen wären. Später stellte sich jedoch heraus, dass es sich bei diesen Krallen tatsächlich um Fußkrallen handelte.
Vom Schädel ist das Zwischenkieferbein (Prämaxillare) bekannt. Kirkland und Kollegen beschrieben ein Tränenbein (Lacrimale), dieses entpuppte sich später jedoch als das Postorbitale des Nodosauriers Gastonia. Das paarige Zwischenkieferbein, ein zahntragender Knochen, der vor dem Oberkiefer (Maxilla) liegt, trägt vier Zähne auf jeder Seite, wie bei anderen Dromaeosauriden. Nur zwei Zähne sind zum Großteil erhalten: Der erste Zahn ist in 31 mm, der zweite in 45 mm Länge erhalten. Bei den meisten anderen Dromaeosauriden sind die Dentikel (Zähnchen) auf der vorderen Schneidekante der Zähne deutlich kleiner und zahlreicher als auf der hinteren; bei Utahraptor ist dieser Unterschied jedoch nur geringfügig. Die Dentikel sind anders als bei anderen Dromaeosauriden einfach und stumpf; ähnliche Dentikel finden sich lediglich bei Dromaeosaurus. Die Dentikel von Dromaeosaurus sind aber proportional größer. Es sind drei Schwanzwirbel bekannt. Die Wirbelkörper waren platycoel, also auf einem Ende eben, auf dem anderen konvex. Die Wirbel zeigen, dass der Schwanz wie bei den meisten anderen Dromaeosauriden durch rutenartige Wirbelfortsätze verstärkt wurde (verlängerte Post- und Präzygapophysen und Chevronknochen). Das Schienbein ist gerade und massiv, was auf ein kräftiges Bein hindeutet. Kirkland und Kollegen spekulieren, dass diese Anpassung dazu diente, die Sichelkralle möglichst kraftvoll einsetzten zu können.

## Systematik
Heute gilt Utahraptor als nahe verwandt mit Achillobator und Dromaeosaurus, zusammen bilden diese Gattungen eine eigene Gruppe innerhalb der Dromaeosauridae, die Dromaeosaurinae. Bereits Kirkland und Kollegen vermuteten anhand der Ähnlichkeiten in der Form der Dentikel, dass Utahraptor eher der Dromaeosaurinae zuzuschreiben ist als der Velociraptorinae.

## Funktion der Hände und Füße und Geschwindigkeit

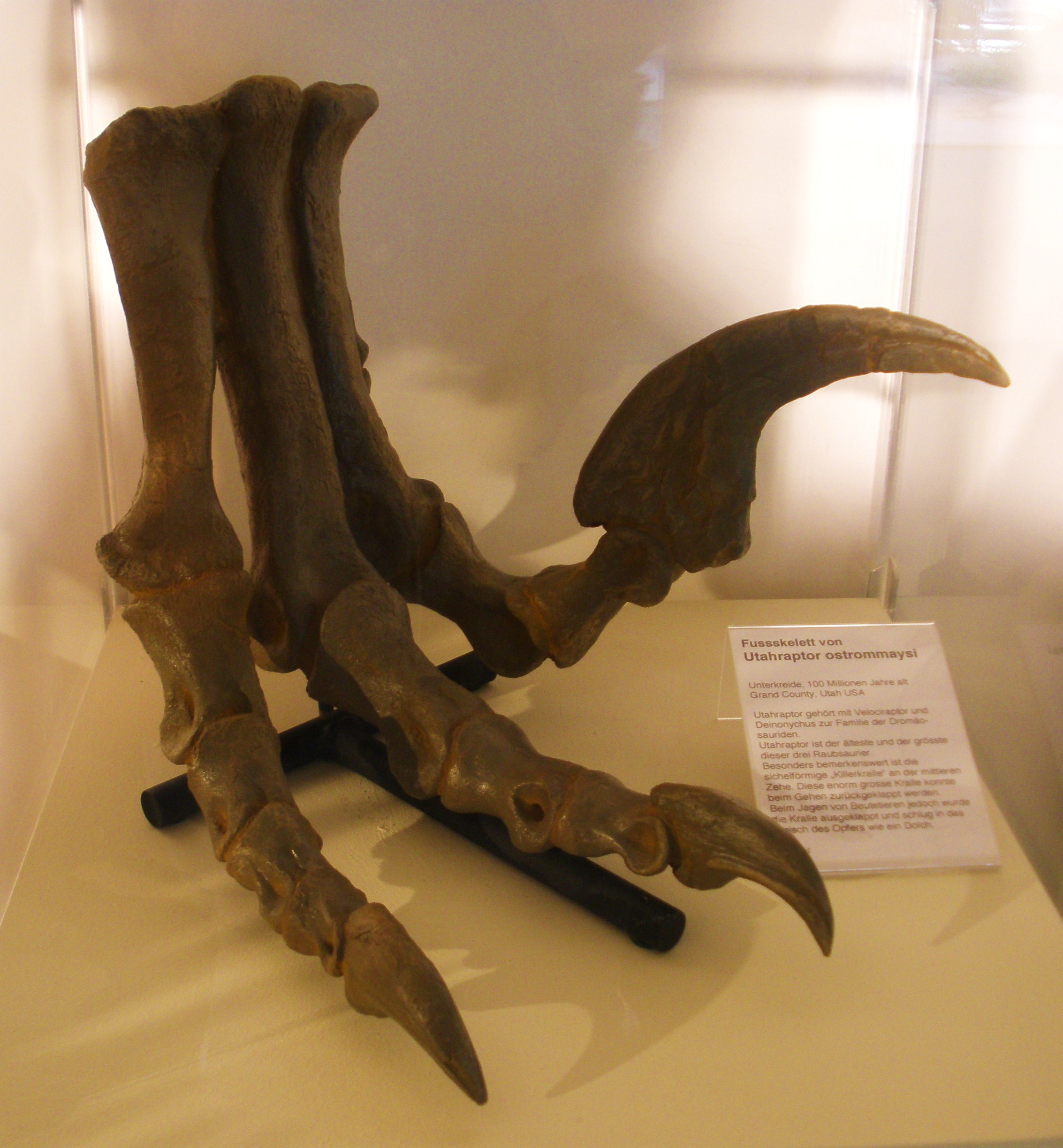
Fußrekonstruktion von Utahraptor mit der charakteristischen Sichelkralle

Kirkland und Kollegen spekulierten, dass Utahraptor, falls er in Rudeln gelebt hat, sehr große Beutetiere wie bis zu 20 Meter lange Sauropoden erlegen konnte. Sie folgten dabei der damals verbreiteten Ansicht, Dromaeosauriden hätten große Beutetiere angesprungen, sich mit ihren langen Armen festgehalten und den Bauch der Beutetiere mit ihrer Sichelkralle aufgeschlitzt. Sie spekulierten, dass Utahraptor dank seiner schieren Größe mit seiner Sichelkralle auf Beutetiere eingestochen haben könnte, ohne Gefahr zu laufen, durch die Wucht dieser Attacke das Gleichgewicht zu verlieren. Anders als kleinere Dromaeosauriden hätte er somit seine Handkrallen nicht nur zum Festhalten, sondern auch zum Verwunden der Beutetiere benutzten können. Darauf würden die dünneren Handkrallen hinweisen, die besser an ein Schneiden angepasst waren als die Krallen anderer Dromaeosauriden. Die Handkrallen hätten bei Utahraptor somit zum Töten der Beutetiere eine fast ebenso große Rolle spielen können wie die Sichelkralle. Später zeigte sich jedoch, dass die vermeintlichen Handkrallen tatsächlich Fußkrallen waren.
Neuere Untersuchungen von Manning und Kollegen (2005) mithilfe eines mechanischen Robotermodells des Fußes von Deinonychus haben ergeben, dass die Sichelkralle der Dromaeosauriden nicht zum Aufschlitzen verwendet werden kann. Stattdessen war sie ideal zum Festkrallen an Beutetieren geeignet. Verletzungen wurden laut diesen Forschern primär durch die Handkrallen und die Zähne zugefügt. Auch könnte die Sichelkralle zum gezielten Durchstechen von Halsschlagader und Luftröhre gedient haben, wie es das berühmte Fossil eines kämpfenden Velociraptor andeutet.
Vergleiche mit Deinonychus lassen darauf schließen, dass das Schienbein proportional kürzer als bei diesem war, und dass Oberschenkelknochen und Schienbein etwa gleich lang waren. Dies entspricht den Proportionen, wie man sie bei anderen größeren Theropoden findet. Die Forscher schließen daraus, dass Utahraptor proportional nicht so schnell laufen konnte wie Deinonychus oder Velociraptor. Utahraptor sei aber mindestens ebenso schnell gewesen wie die Iguanodontiden, die zu seinen Beutetieren gehört haben könnten.

## Funde, Entdeckungsgeschichte und Namensgebung

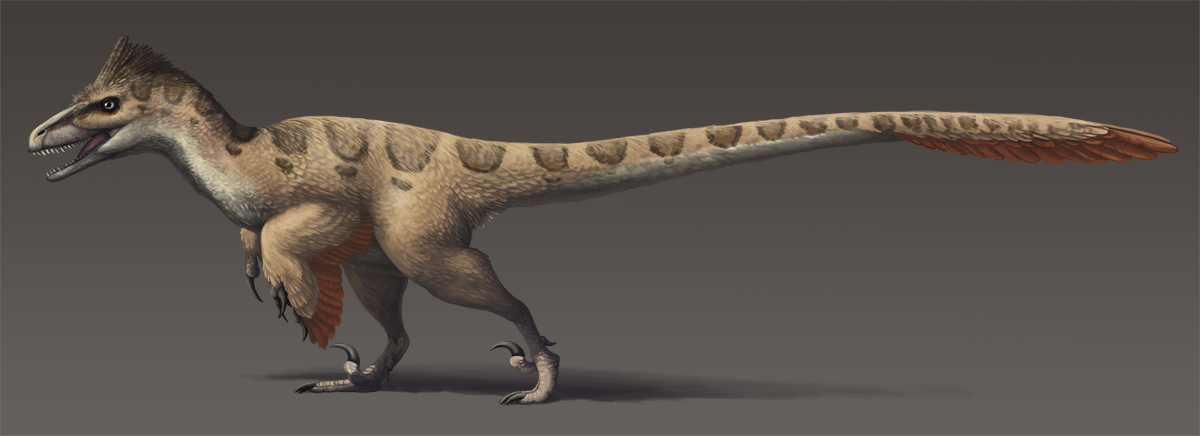
Lebendrekonstruktion von Utahraptor

Die Fossilien stammen aus zwei Steinbrüchen, die sich etwa 40 km voneinander entfernt im östlichen Utah in der Nähe des Arches-Nationalparks befinden. Die Sedimentgesteine, aus der die Fossilien stammen, gehören stratigraphisch zur Cedar-Mountain-Formation, einer wichtigen Fossillagerstätte der Unterkreide.
Die ersten Utahraptor-Fossilien wurden bereits im Sommer 1975 von Jim Jensen und seiner Arbeitsgruppe im Dalton-Well-Quarry ausgegraben und werden seitdem im Brigham Young Earth Science Museum in Provo (Utah) aufbewahrt. Der Dalton-Well-Quarry barg insgesamt hunderte, relativ gut erhaltene Knochen. Da die Knochen vor ihrer Einbettung transportiert wurden, handelt es sich um ein Sammelsurium von Einzelknochen verschiedener Individuen. Bei den Knochen, die später Utahraptor zugeschrieben wurden, handelt es sich um zwei Fußkrallen (BYU 13068 und BYU 9438, ursprünglich als Handkrallen identifiziert), einen mittleren Schwanzwirbel (BYU 9435), sowie zwei hinteren (distalen) Schwanzwirbeln (BYU 9435 und 9436).
Weitere Utahraptor-Knochen wurden im Gaston-Quarry im Oktober 1991 während der Ausgrabungsarbeiten eines Nodosaurier-Skeletts entdeckt. In diesem Steinbruch wurden in den Sommern 1991 und 1992 insgesamt über 300 Knochen entdeckt. Diese Ausgrabungen wurden von Kirkland und Burge geleitet und waren Teil eines gemeinsamen Projekts der Dinamation International Society und des College of Eastern Utah Prehistoric Museum. In letzterem werden die Fossilien aufbewahrt. Das Alter der Sedimente dieses Fundorts wurde auf 126–135 Millionen Jahre datiert (oberes Barremium, Unterkreide). Utahraptor-Fossilien dieses Fundorts schließen das Holotyp-Exemplar (Exemplarnummer CEU 184v.86) mit ein, ist die Sichelkralle des rechten Fußes. Des Weiteren wurden eine Kralle (CEU 184v.294), ein Schienbein (Tibia, CEU 184v.260), ein Tränenbein (Lacrimale, CEU 184v.83) und ein Zwischenkieferbein (Prämaxillare, CEU 184v.400) gefunden.
1993 wurde die neue Art und Gattung von Kirkland, Gaston und Burge wissenschaftlich beschrieben. Der Name Utahraptor setzt sich aus dem Fundort, dem US-Staat Utah, und raptor zusammen, was aus dem Lateinischen kommt und „Räuber“ bedeutet. Der Artname ostrommaysorum ehrt John Ostrom und Chris Mays. John Ostrom war ein bedeutender Paläontologe, der sich vor allem mit der Untersuchung von Deinonychus verdient gemacht hat. Chris Mays ist der Gründer der Dinamation International Society, welche die Forschungen anstieß und an ihrer Finanzierung beteiligt war. Ursprünglich war geplant, die Art Utahraptor spielbergi zu nennen, zu Ehren Steven Spielbergs, dem Regisseur des sehr erfolgreichen Dinosaurier-Abenteuerfilms Jurassic Park. Spielbergs Anwälte erhoben jedoch Einspruch. In der Erstbeschreibung wird die Art als Utahraptor ostrommaysi bezeichnet. Die Internationalen Regeln für die Zoologische Nomenklatur (ICZN) schreiben jedoch vor, dass die korrekte lateinische Genitiv-Plural-Endung -orum verwendet werden muss, da sich ostrommaysi auf mehr als eine Person bezieht.

## In der Populärkultur

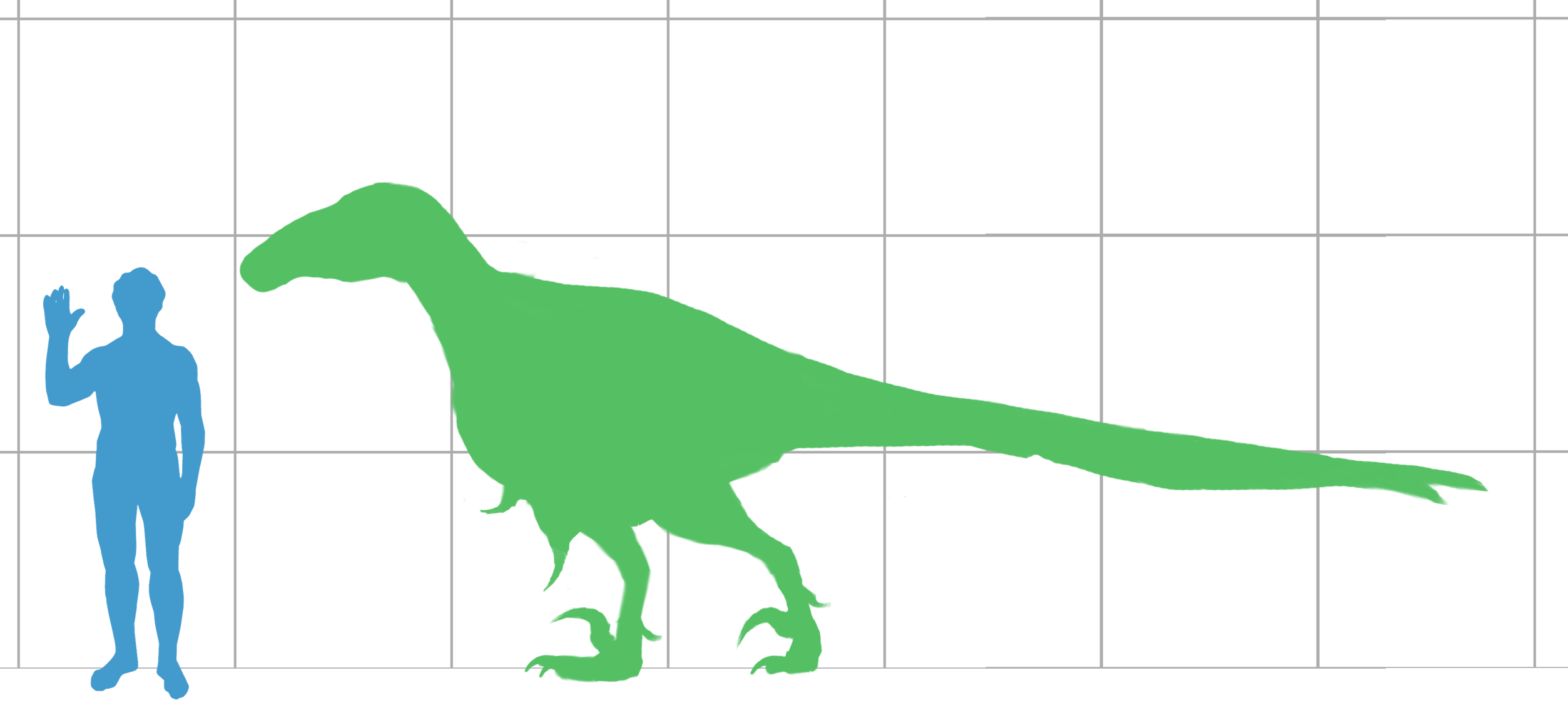
Größenvergleich von Utahraptor mit einem Menschen

Utahraptor erscheint in einer Vielzahl von populären Darstellungen über Dinosaurier. So ist der Roman Raptor Red (1995) des Paläontologen Robert Bakker aus der Sicht eines weiblichen Utahraptor geschrieben. Utahraptor taucht in dem BBC-Dokumentationsfilm Dinosaurier – Im Reich der Giganten (Walking with Dinosaurs) auf. Ein weiteres Beispiel ist die Novelle Raptor von Paul Zindel. In den meisten dieser Darstellungen erscheint Utahraptor ohne Federn. Tatsächlich wurden niemals Federn in Verbindung mit Utahraptor-Fossilien gefunden. Trotzdem spricht der Nachweis von Federn in einer Vielzahl anderer Dromaeosauriden dafür, dass alle Vertreter der Gruppe einschließlich Utahraptor gefiedert waren (Prinzip der phylogenetischen Umklammerung).

## Belege